# Ejército de la República Srpska
El Ejército de la República Srpska (VRS) (en serbio cirílico: Војска Републике Српске; en serbio, bosnio, croata: Vojska Republike Srpske), también denominado Ejército de los serbios de Bosnia, fue la fuerza militar de la República Srpska durante la guerra de Bosnia.
El nombre "Ejército de la República Srpska" se utilizó oficialmente a partir del 12 de agosto de 1992, cuando la Asamblea del Pueblo Serbio en Bosnia y Herzegovina cambió el nombre de la entidad serbia en Bosnia y Herzegovina de "República Serbia de Bosnia y Herzegovina" a "República Srpska". Del 12 de mayo al 12 de agosto de 1992, el nombre oficial de su ejército fue "Ejército de la República Serbia de Bosnia y Herzegovina".
A partir de 2003, este ejército comenzó a integrarse en las Fuerzas Armadas de Bosnia y Herzegovina. En 2005, una unidad integrada por serbios, bosnios y croatas se desplegó para ayudar a las fuerzas de la coalición dirigida por los Estados Unidos en Irak. El 6 de junio de 2006, se integró plenamente en las  Fuerzas Armadas de Bosnia y Herzegovina  controladas por el Ministerio de Defensa de Bosnia y Herzegovina.

## Historia
El Ejército de la República Srpska fue creado el 12 de mayo de 1992 con fuerzas del antiguo Ejército Popular Yugoslavo (JNA), fuerza militar de la ex República Federativa Socialista de Yugoslavia de la que Bosnia y Herzegovina se separó ese mismo año.
El VRS estuvo compuesto casi exclusivamente por reclutas y oficiales serbios de Bosnia-Herzegovina. Las fuerzas que lucharon para la República Srpska también incluyeron algunas unidades paramilitares, así como rusos, griegos y otros voluntarios que luchaban por la causa serbia. Hubo también algunos bosnios, en su mayoría de la zona de Teslić y Derventa, como el Comandante Ismet Đuherić y su compañía, Meša Selimović, que constaba de 120 hombres, entre ellos serbios y croatas, en el norte del país.
El VRS fue una de las formaciones que han sido acusadas de crímenes de guerra en la guerra de Bosnia, por sus acciones contra bosnios musulmanes y bosniocroatas. Su Comandante en Jefe fue el General Ratko Mladić, quien está acusado por el Tribunal Penal Internacional para la ex-Yugoslavia de genocidio, al igual que otros altos oficiales serbios que no han sido aún detenidos.

## Operaciones militares
- - Operación Koridor
  - Operación Breza
  - Operación Mac 1
  - Operación Mac 2
  - Operación Krivaja 95
  - Operación Stupcanica 95
  - Sadejstvo 93
  - Operación Vrbas 92

## Fuerzas especiales
- - MANDO, Unidad Especial.
  - GARDA PANTERI (Panteras)
  - BELI VUKOVI (Lobos blancos)
  - ŠKORPIONI (Escorpiones), Paramilitares.
  - PECA, Unidad Especial.
  - OSMACI, Unidad Especial

## Organización
La organización del Ejército de la Republika Srpska, en julio de 1995, en la última fase de la Guerra de Bosnia, era:

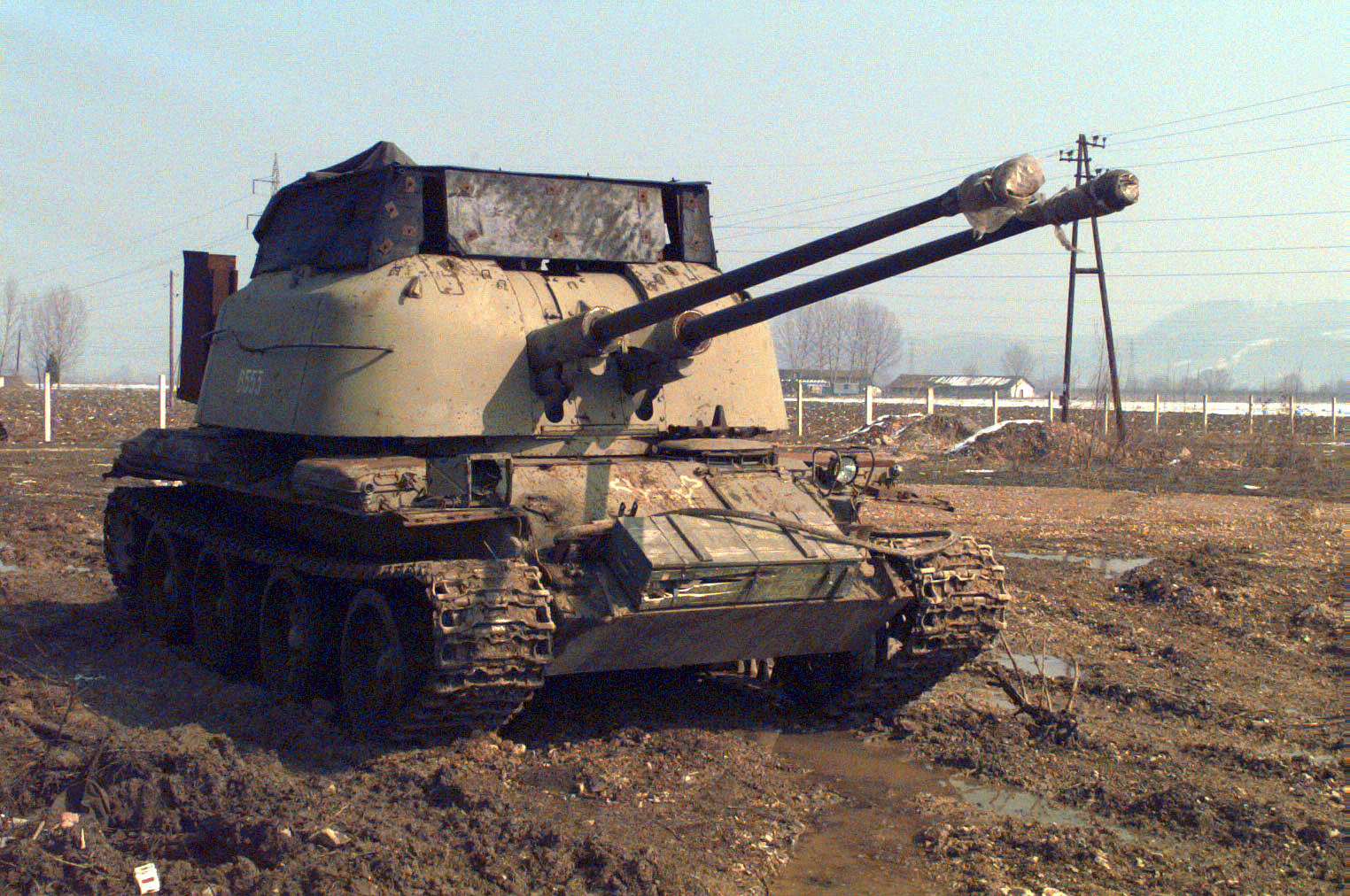
ZSU-57-2.

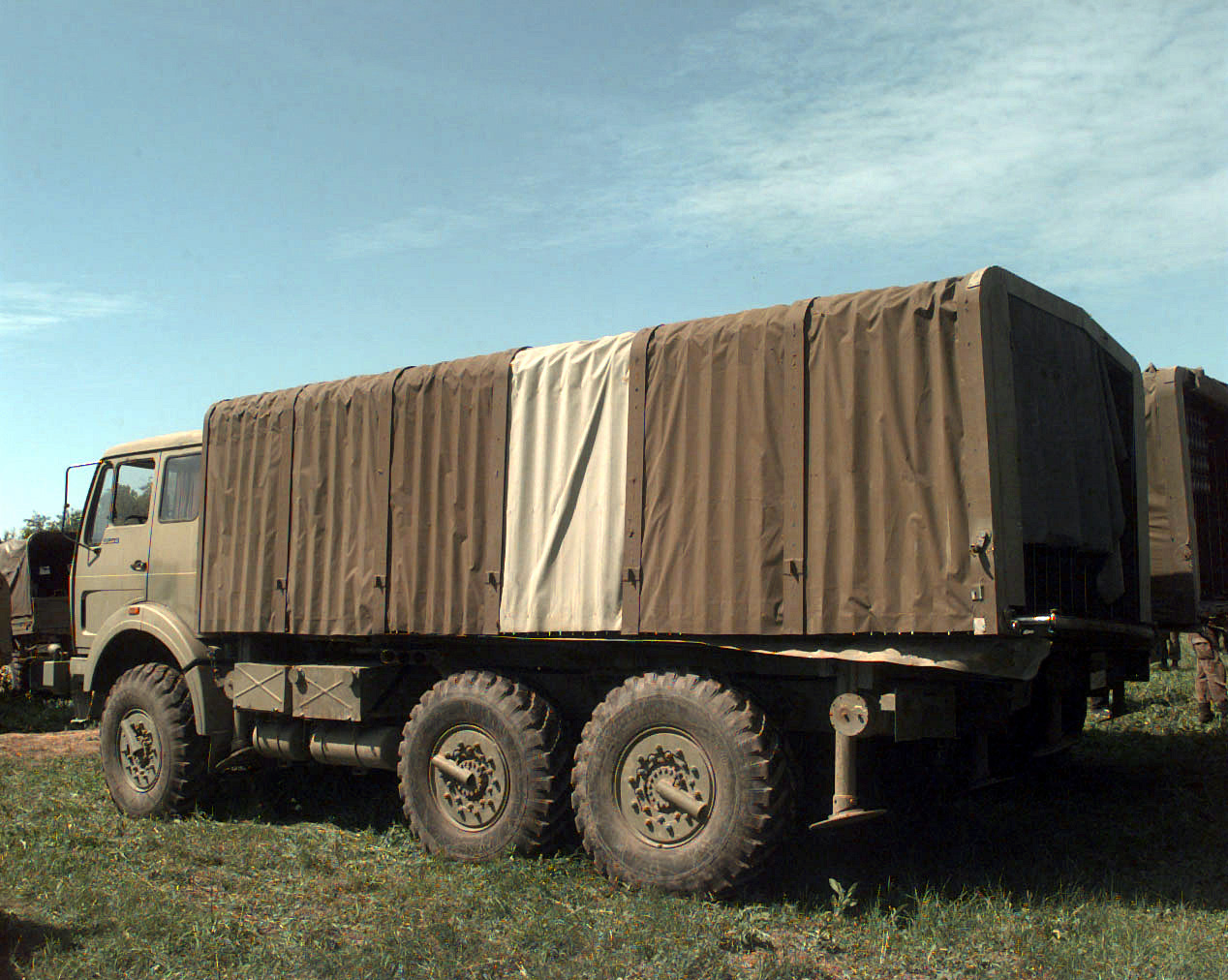
M-77 Oganj del VRS.

### Unidades directamente dependientes del Estado Mayor del VRS
- 410.º Centro de Inteligencia. Bania Luka.
- 89.ª Brigada de Artillería de Cohetes. Bania Luka.
- 1.ª Brigada Motorizada de Guardia. Sarajevo.
- 67.º Regimiento de Comunicaciones. Sarajevo.
- 65.º Regimiento Motorizado de Protección. Sarajevo.
- Centro de la Escuela del VRS. Bania Luka.
- Orquesta Militar. Bania Luka.
- Prisión Militar. Bileća.
- Cuartel del Comando. Han Pjesak.
- Grupo de Contrainteligencia. Sarajevo.
- 10.º Destacamento de Sabotaje. Sarajevo.
- 1.er Batallón de Producción y Mantenimiento de Munición. Doboj.

### 1.erCuerpo de la Krajina (Bania Luka)
- 1.er Batallón de Policía Militar. Bania Luka.
- 1.er Batallón de Comunicaciones. Bania Luka.
- 1.ª Brigada de Artillería Antitanque Mixta. Bania Luka.
- 1.er Regimiento de Artillería Mixto. Bania Luka.
- 1.er Regimiento de Artillería Antiaérea Ligero. Bania Luka.
- 1.er Regimiento de Ingenieros. Bania Luka.
- 1.er Batallón de Pontoneros. Bania Luka.
- 1.er Batallón de Transporte. Bania Luka.
- 1.er Batallón de Sanidad. Bania Luka.
- 1.ª Brigada Blindada. Bania Luka
- 2.ª Brigada Blindada. Manjača.
- 16.ª Brigada Motorizada de la Krajina. Bania Luka.
- 43.ª Brigada de Infantería Prijedor. Prijedor
- 2.ª Brigada de la Krajina. Bania Luka.
- 5.ª Brigada de Infantería Ligera de la Krajina. Prijedor.
- 6.ª Brigada de Infantería Sana. Sanski Most.
- Comando de la 30.ª División de Infantería Ligera. Mrkonjić Grad.
- 11.ª Brigada de Infantería Ligera. Mrkonjić Grad.
- 1.ª Brigada de Infantería Ligera Šipovo. Mrkonjić Grad.
- 19.ª Brigada de Infantería Donji Vakuf. Srbobran.
- 11.ª Brigada de Infantería Dubica. Dubica.
- Comando del Grupo Operacional Doboj. Doboj.
- 9.º Batallón de Policía Militar. Doboj.
- 9.ª Compañía de Comunicaciones. Doboj.
- 27.ª Brigada Motorizada. Derventa.
- 1.ª Brigada de Infantería Ligera Krnjin. Doboj.
- 1.ª Brigada de Infantería Ligera Vučijak. Derventa.
- 1.ª Brigada de Infantería Teslić. Teslić.
- 1.ª Brigada de Infantería Ligera Doboj. Doboj.
- 31.ª Brigada de Infantería Ligera. Bania Luka.
- 9.º Batallón de Ingenieros Mixto. Brod.
- 1.ª Brigada de Infantería Ligera Ozren. Doboj.
- 2.ª Brigada de Infantería Ligera Ozren. Petrovo Selo.
- 1.ª Brigada de Infantería Trebava. Modriča.
- 1.ª Brigada de Infantería Novi Grad. Novi Grad.
- 1.ª Brigada de Infantería Ligera Čelinac. Čelinac.
- 1.ª Brigada de Infantería Ligera Srbac. Srbac.
- 1.ª Brigada de Infantería Ligera Gradišće. Gradiška.
- 4.ª Brigada de Infantería. Bania Luka.
- 1.ª Brigada de Infantería Ligera Kotor Varoš. Kotor Varoš.
- 1.ª Brigada de Infantería Ligera Prnjavor. Prnjavor.
- 1.ª Brigada de Infantería Ligera Dubica. Dubica.
- 1.er Destacamento de Reconocimiento y Sabotaje. Bania Luka.
- Centro de Entrenamiento Manjača. Manjača.
- 1.er Batallón Logístico. Bania Luka.
- 3.ª Brigada de Infantería Ligera Ozren. Doboj.
- 4.ª Brigada de Infantería Ligera Ozren. Petrovo.
- Directorio de Construcción de Caminos Han Kola. Čađavica. Bania Luka.
- 1.ª Brigada de Infantería Ligera Bania Luka. Bania Luka.

### 2.º Cuerpo de Krajina (Drvar)
- 2.º Batallón de Policía Militar. Drvar.
- 2.º Batallón de Comunicaciones. Drvar.
- 2.ª Brigada de Artillería Antitanque Mixta. Ključ.
- 2.º Regimiento de Artillería Mixto. Grahovo.
- 2.º Regimiento de Artillería Antiaérea Ligero. Petrovac.
- 2.º Regimiento de Ingenieros. Ključ.
- 2.º Batallón de Sanidad. Drvar.
- 172.º Batallón de Transporte. Petrovac.
- 3.ª Brigada de Infantería Ligera Petrovac. Petrovac.
- 5.ª Brigada de Infantería Ligera. Glamoć.
- 7.ª Brigada Motorizada Kupres - Šipovo. Kupres.
- 9.ª Brigada de Infantería Ligera Grahovo. Grahovo.
- 11.ª Brigada de Infantería Ligera Kupres. Krupa na Uni.
- 15.ª Brigada de Infantería Ligera Bihać. Petrovac.
- 17.ª Brigada de Infantería Ligera Klujč. Klujč.
- 2.º Destacamento de Reconocimiento y Sabotaje. Drvar.

### Cuerpo de Sarajevo-Romanija (Sarajevo)
- 4.º Batallón de Policía Militar. Sarajevo.
- 4.º Batallón de Comunicaciones. Sarajevo.
- 4.ª Brigada de Artillería Antitanque Mixta. Pale.
- 4.º Regimiento de Artillería Mixto. Lukavica.
- 4.º Regimiento de Artillería Antiaérea Ligero. Lukavica.
- 4.º Regimiento de Ingenieros. Lukavica.
- 4.º Batallón de Sanidad. Pale.
- 4.º Batallón de Transporte. Pale.
- 1.ª Brigada Mecanizada Sarajevo. Lukavica.
- 2.ª Brigada de Infantería Ligera. Lukavica.
- 1.ª Brigada de Infantería Romanija. Han Pijesak.
- 1.ª Brigada de Infantería Ilijaš. Ilijaš.
- 1.ª Brigada de Infantería Ilidža. Lukavica.
- 3.ª Brigada de Infantería Sarajevo. Vogošća.
- 1.ª Brigada de Infantería Igman. Blažuj.
- 4.º Destacamento de Reconocimiento y Sabotaje. Sarajevo.

### Cuerpo Bosnia Oriental (Bijeljina)
- 3.er Batallón de Policía Militar. Bijeljina.
- 3.er Batallón de Comunicaciones. Bijeljina.
- 3.ª Brigada de Artillería Antitanque Mixta. Brčko.
- 3.er Regimiento de Artillería Mixto. Bijeljina.
- 3.er Regimiento de Artillería Antiaérea Ligero. Brčko.
- 3.er Regimiento de Ingenieros. Lopare.
- 3.ª Compañía de Pontoneros. Šamac.
- 3.er Batallón de Sanidad. Doboj.
- 3.er Batallón de Transporte. Bijeljina.
- 1.ª Brigada de Infantería Posavina. Brčko.
- 2.ª Brigada de Infantería Posavina. Šamac.
- 3.ª Brigada de Infantería Posavina. Pelagićevo.
- 1.ª Brigada de Infantería Semberija. Bijeljina.
- 2.ª Brigada de Infantería Semberija. Bijeljina.
- 1.ª Brigada de Infantería Majevica. Ugljevik.
- 2.ª Brigada de Infantería Majevica. Ugljevik.
- 3.ª Brigada de Infantería Majevica. Lopare.
- 1.ª Brigada de Infantería Bijelina. Bijeljina.
- 3.ª Brigada de Infantería Semberija. Bijeljina.
- 3.er Destacamento de Reconocimiento y Sabotaje. Bijeljina.

### Cuerpo de Herzegovina (Bileća)
- 7.º Batallón de Policía Militar. Bileća.
- 7.º Batallón de Comunicaciones. Bileća.
- 7.ª Brigada de Artillería Antitanque Mixta. Trebinje.
- 7.º Regimiento de Artillería Mixto. Bileća.
- 7.º Regimiento de Artillería Antiaérea Ligero. Bileća.
- 7.º Regimiento de Ingenieros. Trebinje.
- 7.º Batallón de Sanidad. Trebinje.
- 7.º Batallón de Transporte. Bileća.
- 8.ª Brigada Motorizada Herzegovina. Nevesinje.
- 15.ª Brigada de Infantería Herzegovina. Bileća.
- 1.ª Brigada Motorizada Herzegovina. Trebinje.
- 2.ª Brigada de Infantería Ligera. Borci.
- 11.ª Brigada de Infantería Herzegovina. Srbinje.
- 284.º Batallón Blindado Independiente. Nevesinje.
- 18.ª Brigada de Infantería Ligera Herzegovina. Avtovac.
- 14.ª Brigada de Infantería Ligera Herzegovina. Čajniče.
- 7.º Destacamento de Reconocimiento y Sabotaje. Bileća.

### Cuerpo del Drina (Han Pijesak)[5]
- 1.ª Brigada de Infantería Zvornik. Zvornik.
- 1.ª Brigada de Infantería Ligera Vlasenica. Vlasenica.
- 1.ª Brigada de Infantería Ligera Bratunac. Bratunac.
- 1.ª Brigada de Infantería Birač. Šekovići.
- 1.ª Brigada de Infantería Ligera Milići. Milići.
- 2.ª Brigada Motorizada Romanija. Sokolac.
- 1.ª Brigada de Infantería Ligera Podrinje. Rogatica.
- 5.ª Brigada de Infantería Ligera Podrinje. Višegrad.
- Batallón Independiente Skelani. Skelani.
- 5.º Regimiento de Artillería Mixto. Vlasenica.
- 5.º Batallón de Ingenieros. Milići.
- 5.º Batallón de Comunicaciones. Han Pijesak.
- 5.º Batallón de Policía Militar. Han Pijesak.
- 5.º Destacamento de Reconocimiento y Sabotaje. Vlasenica.
- Compañía de Sanidad. Zvornik.

### Comando de Fuerza Aérea y Defensa Antiaérea (Bania Luka)
- 92.ª Brigada de Fuerza Aérea Mixta. Bania Luka.
- 155.ª Brigada de Cohetes Antiaéreos. Bania Luka.
- 51.er Batallón de Vigilancia Aérea, Alarma y Guiado. Bania Luka.
- 474.ª Base de Fuerza Aérea. Bania Luka.
- Compañía de Asalto Móvil de Fuerza Aérea. Bania Luka.
- Sección de Reconocimiento Electrónico e Interferencias. Bania Luka.
- Servicio de Seguridad de la Fuerza Aérea. Bania Luka.
- 76.ª Base de Fuerza Aérea. Bratunac.
- 76.º Escuadrón de Fuerza Aérea. Bratunac.
- 92.º Escuadrón Multipropósito de Fuerza Aérea. Bania Luka.
- 474.º Regimiento de Artillería y Cohetes Antiaéreos. Bania Luka.
- 172.º Regimiento de Cohetes Mediano Independiente. Sokolac.

### Unidades logísticas
- 14.ª Base Logística. Bania Luka.
- 27.ª Base Logística. Sokolak.
- 30.ª Base Logística. Bileća.
- 35.ª Base Logística. Bijeljina.
- 63.er Batallón de Transporte. Pale.
- Centro de Contabilidad Militar. Bania Luka.
- Hospital del Estado Mayor del Ejército de la Republika Srpska.
- Instituto de Cuidado de Medicina Preventiva. Bania Luka.
- Depósito de Reparación y Mantenimiento Kosmos. Bania Luka.
- Depósito de Reparaciones Técnicas de la Fuerza Aérea Orao. Rajlovac.
- Institución Militar de la Krajina. Bania Luka.
- Centro de Procesamiento Electrónico de Datos. Bania Luka.
- Centro Militar de Teneduría de Libros. Bania Luka.

### Justicia militar
- Corte Suprema Militar. Sarajevo.
- Corte Militar de Primera Instancia Sarajevo. Sarajevo.
- Corte Militar de Primera Instancia Bania Luka. Bania Luka.
- Corte Militar de Primera Instancia Drvar. Drvar.
- Corte Militar de Primera Instancia Bijeljina. Bijeljina.
- Corte Militar de Primera Instancia Bileća. Bileća.
- Oficina del Fiscal Militar del Comando del 1.er Cuerpo de la Krajina. Bania Luka.
- Oficina del Fiscal Militar del Comando del 2.º Cuerpo. Drvar.
- Oficina del Fiscal Militar del Comando del Cuerpo de Bosnia Oriental. Bijeljina.
- Oficina del Fiscal Militar del Comando del Cuerpo Sarajevo - Romanja. Sarajevo.
- Oficina del Fiscal Militar del Comando del Cuerpo de Herzegovina. Bileća.